# Бокейханов, Мендикерей
Мендикерей Бокейханов (1808 — 1868) — султан Бокеевской Орды. Младший сын хана Бокея, брат Жангира и Адил султана. Собрал войско из рода шеркеш, выступил против Махамбета. Участвовал в подавлении восстания под предводительством И.Тайманова. Награжден 9 декабря 1827 году был награжден грамотой Оренбургской пограничной комиссии, а в 1832 году золотой медалью на Аннинской ленте. Был султаном рода шеркеш и вторым человеком в Бокеевской орде после Жангир хана.

## Семья
Старшая жена — Ульпеш (Ұлпеш)